# Lípa srdčitá v Borovanech
Lípa srdčitá v Borovanech je památný strom rostoucí na okraji nivy řeky Stropnice u kamenného mostu na silnici II/157 a v blízkosti sochy sv. Jana.

## Základní údaje
- název: Lípa srdčitá
- stáří: 100 let
- výška: 30 m
- obvod kmene v 1,3 m, v době vyhlášení 1,56 m[2]